# 꽝티에우
꽝티에우(베트남어: Quang Thiệu / 光紹 광소 / 1516년 4월 ~ 1522년 7월)는 베트남 후 레 왕조(後黎朝) 소종(昭宗) 레이(黎椅)의 연호이다. 《기원편》(紀元編)에는 응우옌투이(베트남어: Nguyên Thủy / 元始 원시)로 기록되어 있다.

## 개원
- 홍투언(洪順) 8년 4월 27일[1](율리우스력 1516년 5월 28일)에 연호를 꽝티에우(光紹)로 개원함.[2][3]

- 꽝티에우(光紹) 7년 8월 1일[4](율리우스력 1522년 8월 21일)에 연호를 통응우옌(統元)으로 개원함.[2][3]

## 연대 대조표
| 꽝티에우 | 서기(西紀) | 간지(干支) | 명나라 연호     |
| 원년     | 1516년     | 병자(丙子) | 정덕(正德) 11년 |
| 2년      | 1517년     | 정축(丁丑) | 정덕 12년       |
| 3년      | 1518년     | 무인(戊寅) | 정덕 13년       |
| 4년      | 1519년     | 기묘(己卯) | 정덕 14년       |
| 5년      | 1520년     | 경진(庚辰) | 정덕 15년       |
| 6년      | 1521년     | 신사(辛巳) | 정덕 16년       |
| 7년      | 1522년     | 임오(壬午) | 가정(嘉靖) 원년 |

## 동시대 연호

### 베트남
- 쩐까오(陳暠) 티엔응(天應) (1516년)
- 쩐꿍(陳㫒) 뚜옌호아(宣和) (1516년 ~ 1521년)
- 레방(黎榜) 다이득(大德) (1518년 ~ 1519년)
- 레조(黎槱) 티엔히엔(天憲) (1519년)

### 중국
명(明)
- 정덕(正德) (1506년 ~ 1521년)
- 가정(嘉靖) (1522년 ~ 1566년)

중국(기타)
- 주신호(朱宸濠) 순덕(順德) (1519년)
- 단창(段鋹) 대순평정(大順平定) (1520년)

### 일본
- 에이쇼(永正) (1504년 ~ 1521년)
- 다이에이(大永) (1521년 ~ 1528년)

## 같이 보기
- 베트남의 연호